# Teșel, Smolean
Teșel (în bulgară Тешел) este un sat în comuna Devin, regiunea Smolean,  Bulgaria. 

## Demografie
Componența etnică a satului Teșel
     Bulgari (100%)
     Nicio identificare (0%)
     Altele (0%)
La recensământul din 2011, populația satului Teșel era de 5 locuitori. Din punct de vedere etnic, toți locuitorii erau bulgari.